# Eparchie baltská
Eparchie baltská je eparchie ukrajinské pravoslavné církve Moskevského patriarchátu.

## Území a titul biskupa
Zahrnuje správní hranice území Baltského, Anaňjivského, Kodymského, Savraňského, Podilského, Okenského, Zacharivského, Velykomychajlivského, Rozdilenského, Berezivského, Šyrjajevského, Mykolajivského, Ljubašivského a Ivanivského rajónu Oděské oblasti.
Eparchiálnímu biskupovi náleží titul biskup baltský a anaňjivský.

## Historie
Dne 9. listopadu 1866 byl zřízen baltský vikariát podolské a braclavské eparchie. Vikář sídlil v monastýru Svaté Trojice v Kamenci Podolském. Roku 1922 byl vikariát zrušen.
V listopadu 1957 vznikl baltský vikariát chersonské a oděské eparchie. O rok později nebyl již jmenován žádný biskup.
Dne 20. prosince 2012 byla rozhodnutím Svatého synodu Ukrajinské pravoslavné církve zřízena samostatná baltská eparchie.
Dne 7. ledna 2019 farníci chrámu svatého Demetria ve vesnici Pužajkove přešli pod jurisdikci Pravoslavné církve Ukrajiny. Byl to první přechod v Oděské oblasti.

## Seznam biskupů

### Baltský vikariát podolské eparchie
- 1867–1870 Feognost (Lebeděv)
- 1870–1879 Veniamin (Pavlov)
- 1879–1883 Januarij (Vozněsenskij)
- 1884–1886 Iosif (Baženov)
- 1886–1887 Anatolij (Stankevič)
- 1887–1890 Dimitrij (Sambikin)
- 1891–1891 Akakij (Zaklinskij)
- 1891–1895 Nikolaj (Adoratskij)
- 1896–1897 Jakim (Levyckyj)
- 1897–1902 Menandr (Sazontěv)
- 1902–1903 Kirion (Sadzaglišvili) svatořečený
- 1903–1905 Tichon (Vasilevskij)
- 1905–1906 Antoni (Abašidze)
- 1906–1909 Nikon (Bessonov)
- 1909–1914 Amvrosij (Hudko) svatořečený mučedník
- 1914–1915 Boris (Šipulin)
- 1915–1918 Pimen (Pegov)
- 1918–1922 Gerasim (Stroganov)

### Baltský vikariát chersonské eparchie
- 1957–1957 Pimen (Izvekov)
- 1957–1958 Donat (Ščjogolev)

### Eparchie baltská
- od 2012 Olexij (Hrocha)